# Gunilla Ahren
Gunilla Ahren (née le 9 février 1944) est une skieuse para-alpine Suédoise à la retraite. Elle a représenté son pays en ski alpin paralympique aux Jeux paralympiques d'hiver de 1984 et de 1988, tous deux organisés à Innsbruck, en Autriche, remportant six médailles: quatre d'or, une d'argent et une de bronze. 

## Carrière
Ahren a participé aux Jeux paralympiques d'hiver de 1984 dans la catégorie LW6/8. Elle avait remporté quatre médailles d'or : en slalom (avec un temps de 1:16.04), en slalom géant (avec un temps de 1:28.68), en descente (avec un temps de 1:09.20), et en super combiné alpin.
Ahren a participé aux Jeux paralympiques d'hiver de 1988. Elle avait remporté la médaille d'argent en slalom (or pour Martina Altenberger en 1:15.63 et bronze pour Eszbieta Dadok en 1:37.46), et la médaille de bronze en descente en 1:17.64 (sur le podium devant elle, Martina Altenberger avec 1:13.87 et Nancy Gustafson en 1:14.51). De plus, elle a participé au slalom géant.
Ahren a également participé aux Championnats du monde paralympiques de 1990.